# رضا نور
رضا نور (به انگلیسی: Rıza Nur) (زاده ۳۰ اوت ۱۸۷۹ - درگذشته ۸ سپتامبر ۱۹۴۲) جراح، سیاستمدار و نویسنده ترک بود. او در سال‌های بلافاصله پس از جنگ جهانی اول برجسته بود، جایی که به عنوان وزیر کابینه خدمت کرد اما متعاقباً به حاشیه رانده شد و از منتقدان آتاتورک شد. زندگی‌نامه تحسین شده او حیات و حاتیراتیم از تبعید در فرانسه و مصر به عنوان روایتی جایگزین برای سخنرانی معروف آتاتورک به نام نوتوک که بر تاریخ‌نگاری ترکیه تسلط داشت، نوشته شد. مانند هالیده ادیب و رئوف اوربای، آثار رضا نور بخشی از مجموعه ادبیات اولیه جمهوری خواهانه است که به دنبال تکثر در جمهوری استبدادی فزاینده ترکیه بود.

## سالهای بعد

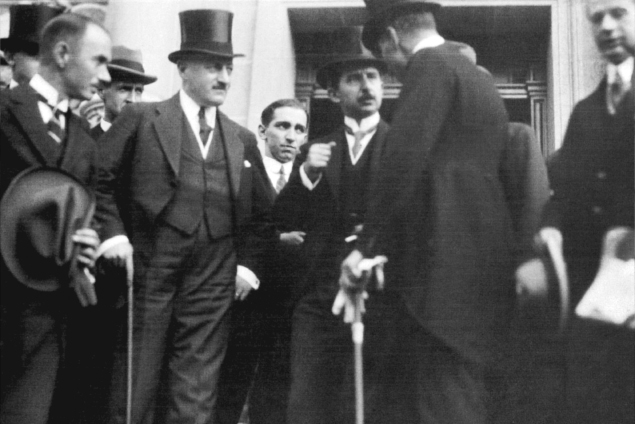
هیئت ترکیه پس از امضای معاهده لوزان. رهبری هیئت را عصمت اینونو (در وسط) و رضا نور (در سمت چپ با کلاه بالایی) بر عهده داشتند.

## آثار
- Emrâz-ı Zühreviyeden Tahaffuz Belsoğukluğuna ve Frengiye Yakalanmamak Çaresi (Protection from Venereal Diseases: Prevention Methods for Syphilis and Gonorrhea) (1907)
- Servet-i Şahane ve Hakk-ı Millet (Royal Wealth and the Right of the People) (1909)
- Meclis-i Mebusan'dan Fırkalar (Parties of the Chamber of Deputies) (1910)
- Tıbbiye Hayatından (Of Medical Life) (1911)
- Cemiyet-i Hafiye (The Secret Organization) (1914)
- Gurbet Dağarcığı (The Vocabulary of the Exile) (1919)
- Hürriyet ve İtilaf Nasıl Doğdu, Nasıl Öldü (The Freedom and Accord Party: How Was it Born and How Did it Die?) (1919)
- Türk Tarihi (Turkic History, 14 vols) (1924–26)
- Arab Şiir Biligi (The Arab Poetry) (1926)
- Hilalin Tarihi (History of the Crescent) (1933)
- Ali Şir Nevai (1935)
- Namık Kemal (1936)
- Hücumlara Cevaplar (Replies to the Attacks Made) (1941)
- Hayat ve Hatıratım (My Life and Memoirs) (1968)